# Boża Wola (powiat grodziski)
Boża Wola, dawniej: Bosza Wolya (1446), Boza Volia (1547), Bożowola (1579) – wieś sołecka w Polsce położona w województwie mazowieckim, w powiecie grodziskim, w gminie Baranów.
W latach 1975–1998 miejscowość należała administracyjnie do województwa skierniewickiego, natomiast w latach 1948–1975 do powiatu grodziskomazowieckiego.

## Opis miejscowości
W Bożej Woli znajdują się:
- pałacyk pochodzący z 1864 roku, na planie prostokąta, wraz z parkiem,
- siedziba zboru Kościoła Wolnych Chrześcijan przy ulicy Sadowej 7[8],
- przystanek kolejowy Boża Wola pochodzący z 1902 roku.

W Bożej Woli działają:
- Zespół Szkół im. ks. Jana Twardowskiego przy ulicy 1 Maja 13,
- Ochotnicza Straż Pożarna przy ulicy Parkowej 8[9].

Miejscowość znajduje się na terenie parafii rzymskokatolickiej pw. św. Maksymiliana Kolbego w Bramkach.

## Zabytkowy pałacyk
Pałacyk w Bożej Woli pochodzi z 1864. Przed tym rokiem na terenie Bożej Woli znajdowała się inna posiadłość - drewniany dwór, który najprawdopodobniej został odebrany właścicielom za udział w powstaniu styczniowym.
Do 1909 właścicielem majątku była m.in. rodzina de Poths, następnie m.in. Czesław Tabor, fabrykant pochodzący z Czech, będący właścicielem m.in. fabryki zapałek w Błoniu. Pałacyk zbudowany jest na planie prostokąta z licznymi dobudówkami, otoczony kilkuhektarowym parkiem. Obecnie jest to teren prywatny.
Na terenie pałacyku kręcone są niektóre sceny z serialu Klan.